# Дикие животные
Дикие животные — объекты животного мира, к которым относят животных, естественной средой обитания которых является дикая природа, а также находящиеся в состоянии естественной свободы, содержащиеся в полусвободных условиях или в неволе.
К диким животным относятся:
- хордовые, в том числе позвоночные (млекопитающие, птицы, пресмыкающиеся, земноводные, рыбы и другие) и
- беспозвоночные (членистоногие, моллюски, иглокожие и другие) во всем их видовом и популяционном многообразии и на всех стадиях развития (эмбрионы, яйца, куколки и тому подобное)[2].